# Palais Seinsheim

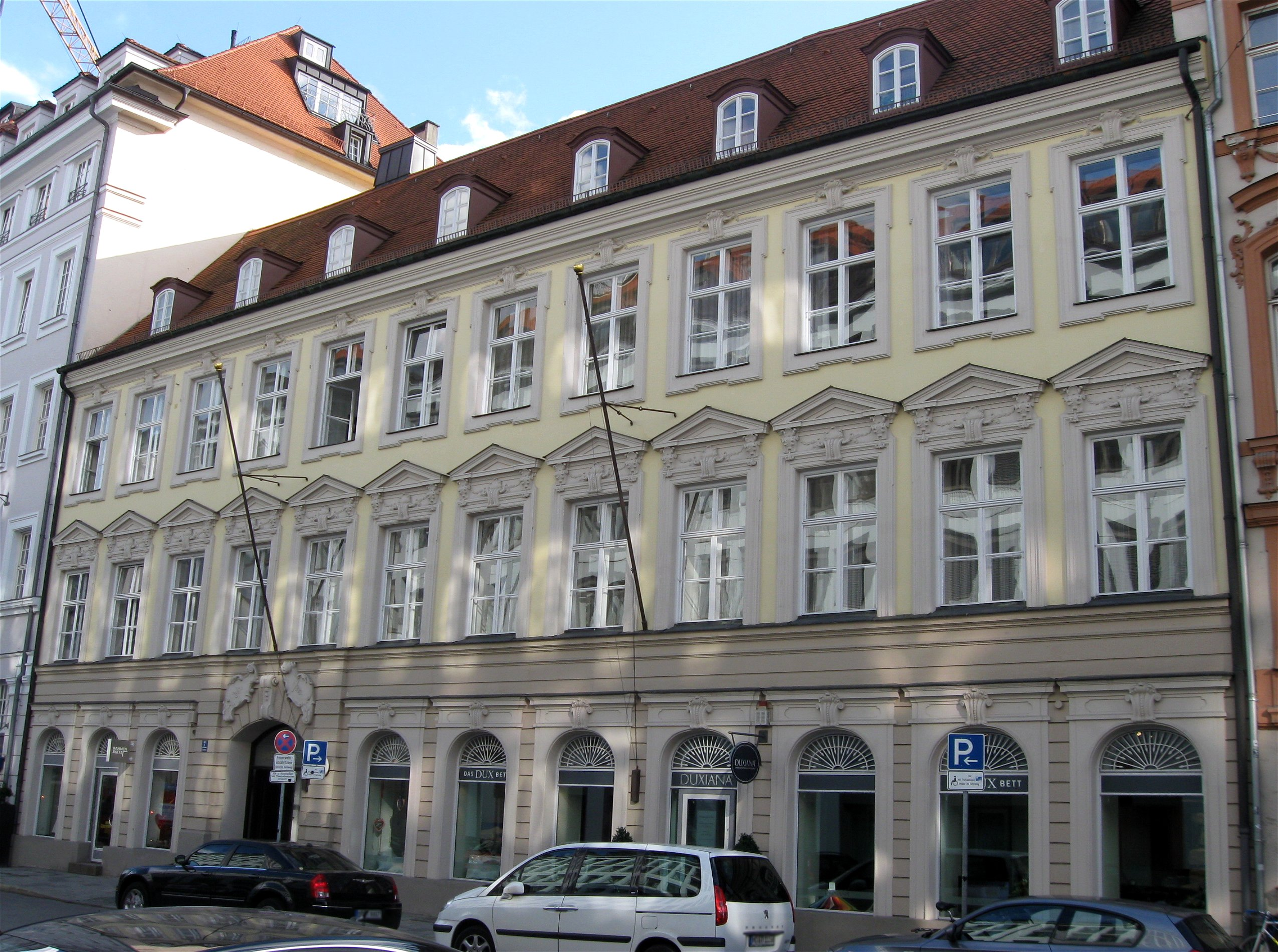
Das Palais Seinsheim

Das Palais Seinsheim ist ein Stadtpalais im Stil des späten Rokoko in der Münchner Prannerstraße 7.

## Geschichte
Das Palais Seinsheim wurde 1764 im Stadtteil Kreuzviertel erbaut, also dort, wo der bayerische Adel damals zu Hause war. Es diente als Wohnsitz für Graf Joseph Franz Maria von Seinsheim, einem bayerischen Minister und Präsidenten der Akademie der Wissenschaften, der häufig Veranstaltungen im Palais abhielt. Auch Wolfgang Amadeus Mozart war hier 1780 zu Gast, ebenso Christian Friedrich Daniel Schubart. Wie viele andere Palais des Kreuzviertels ist das Palais Seinsheim mittlerweile im Besitz einer Bank. Seit 1984 hat hier der Bayerische Städtetag seinen Sitz.

## Architektur
Die hellgelbe Fassade des dreigeschossigen Satteldachbaus ist spätes Rokoko, es lassen sich jedoch schon die ersten strengen Gestaltungsformen des Klassizismus erkennen. Ehemals zwei Häuser, wurde das Palais um 1764/70 um- oder neugebaut. Ein weiterer Umbau beider Häuser erfolgte durch Joseph Höchl 1809.  Nach dem Zweiten Weltkrieg wurde das Palais 1949 durch Herbert Landauer nochmals umgebaut und nach Westen zum Palais Gise hin erweitert; dabei wurden auch seine Proportionen verändert, so dass das Gebäude mit zwölf Achsen heute etwas zu lang wirkt.